# Березин, Феликс Борисович
Фе́ликс Бори́сович Бере́зин (7 ноября 1929 — 25 августа 2015, Москва) — доктор медицинских наук, профессор, до 1996 года заведовал лабораторией психофизиологии и психодиагностики научно-исследовательского центра, руководил межклинической психодиагностической лабораторией лечебного центра Московской медицинской академии (ММА) им. И. М. Сеченова. Работал в области психиатрии и медицинской психологии. Круг научных интересов — разработка проблемы психической и психофизиологической адаптации человека, эмоционального стресса, психосоматических соотношений, психодиагностики, психофармакологической коррекции нарушений психической адаптации.
В 1952 году окончил медицинский институт в городе Черновцы. В 1963 году защитил кандидатскую диссертацию на тему «Особенности клиники и течения вестибулярного энцефалита», в 1971 году — докторскую диссертацию «Психопатология гипоталамических поражений (клиника, нейро-гуморальное регулирование, закономерности действия психотропных средств)». В 1955-1962 годы — главный врач психоневрологического диспансера со стационаром в Усть-Каменогорске (Казахстан). С 1962 года работал в Московской медицинской академии (ММА) им. И. М. Сеченова.
Ф. Б. Березиным с соавторами в 1960-е гг. был адаптирован тест MMPI. ММИЛ — методика многостороннего исследования личности — содержит 384 утверждения (Ф. Б. Березин и М. П. Мирошников, 1967).
Ф. Б. Березин ввёл понятие быстрого и медленного эффекта психотропных средств, показал, что действие многообразных психотропных средств сводится к пяти относительно независимым эффектам — двум быстрым (стимулирующий и транквилизирующий) и трём медленным (антипсихотическому, антидепрессивному и ноотропному), и что один психотропный препарат может иметь не более двух из этих эффектов — один быстрый и один медленный. Сочетанием этих эффектов определяется синдромологически ориентированное применение конкретных психотропных средств при психофармакологической терапии. Позднее ввёл понятие явления тревожного ряда, которые представляют собой эмоциональные состояния, закономерно сменяющие друг друга и/или присоединяющиеся друг к другу по мере возрастания и нарастания состояния тревоги..

## Семья
Родители: Борис Давыдович Кренцель (Березин) и Нехама Давыдовна Хащанская (Базарова) — революционеры, члены Коминтерна. Отец работал в ВУАМЛИНе, арестован в 1937 году, приговорен к ВМН. Реабилитирован в 1957 году.
Жена — Елена Дмитриевна Соколова (1932—2004), психиатр, доктор медицинских наук, профессор кафедры нелекарственных методов воздействия и клинической физиологии Московской Медицинской Академии им. И.М. Сеченова.
Дочь — Марина Феликсовна Березина (1955—2021). Окончила биофак МГУ
Сестра — Энгелина Борисовна Тареева (род. в 1925), филолог-славист, литературовед, критик. Ведет блог в ЖЖ.